# Swiss Re

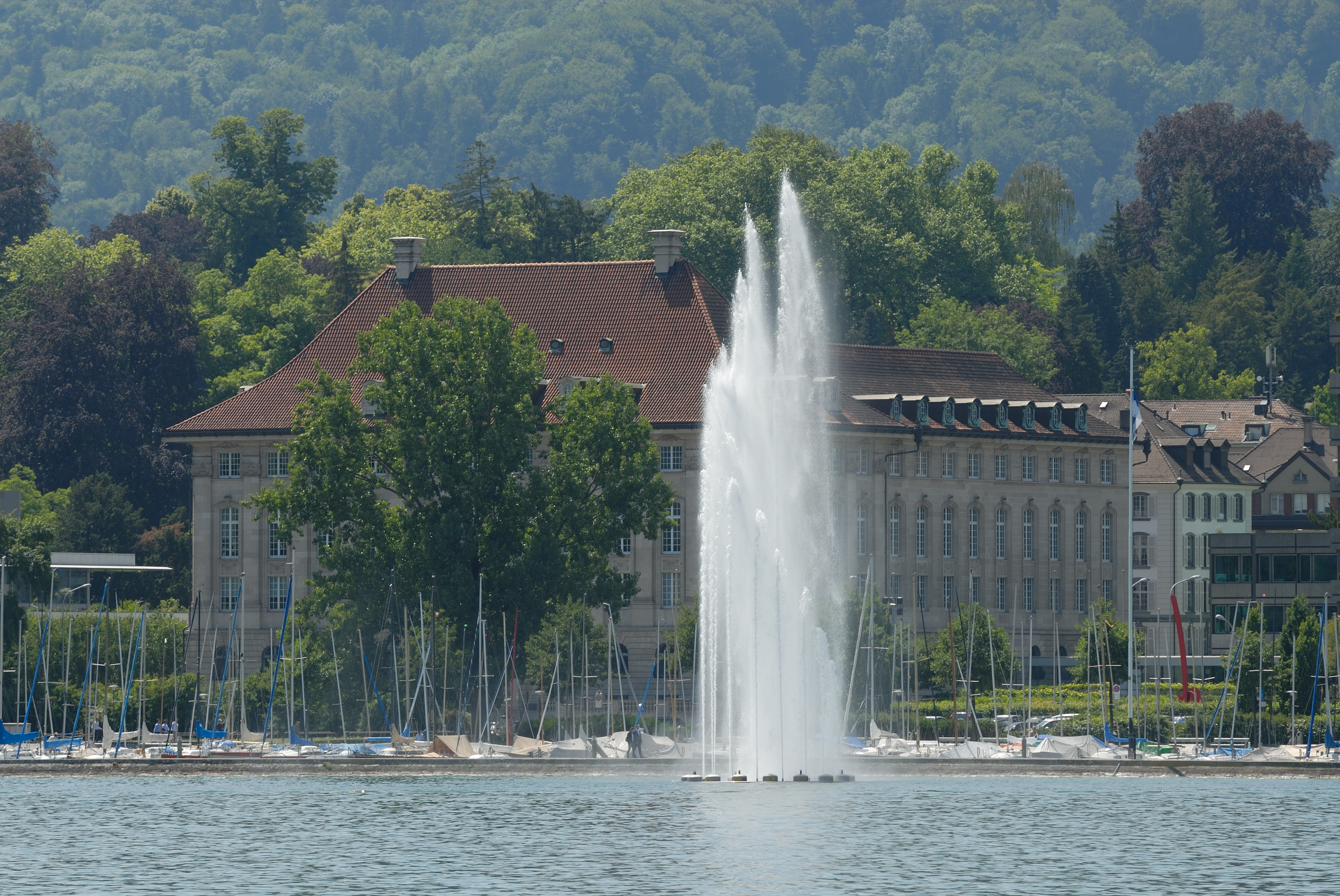
Konzernzentrale am Mythenquai in Zürich

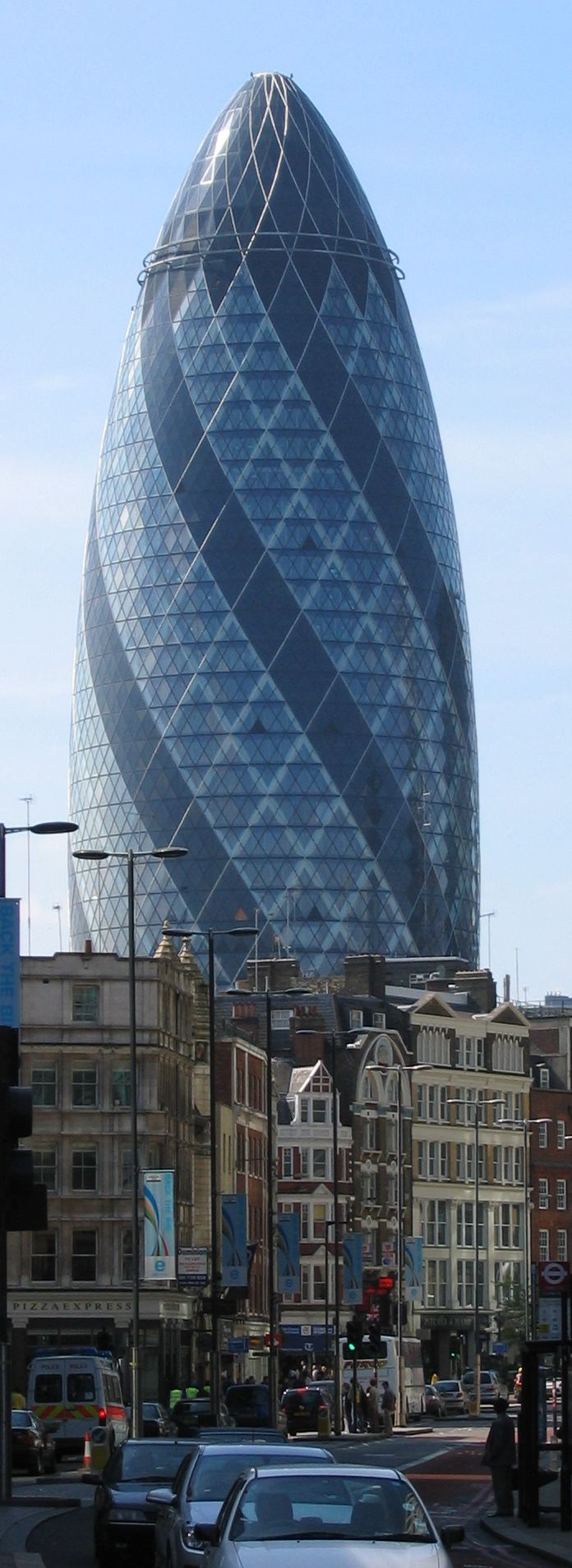
30 St Mary Axe, der von Sir Norman Foster entworfene Unternehmenssitz in der Londoner Innenstadt

Die Schweizerische Rückversicherungs-Gesellschaft (kurz Schweizer Rück) mit Hauptsitz in Zürich, Schweiz, ist nach der Münchener Rück das weltweit zweitgrösste  Rückversicherungsunternehmen. Das Unternehmen firmiert im Ausland unter der Bezeichnung Swiss Reinsurance Company, tritt jedoch weltweit einheitlich unter dem Namen Swiss Re am Markt auf. Die Aktien der Swiss Re werden an der Schweizer Börse SIX Swiss Exchange gehandelt.
Das Unternehmen ist stark im Sachversicherungsgeschäft (Prämienvolumen: 19,090 Milliarden US-Dollar) und im Lebensversicherungsgeschäft (Prämienvolumen: 10,963 US-Milliarden Dollar) vertreten. Darüber hinaus steuern die Bereiche Corporate Solutions (3,379 Milliarden US-Dollar) und Admin Re (0,782 Milliarden US-Dollar) zum Umsatz bei.
Die Swiss Re ist auch Gesellschafter der Kölner Extremus Versicherung, einem Spezialversicherer für Grossschäden durch Terrorismus. Das Eigenkapital betrug im Jahr 2015 32,415 Milliarden US-Dollar.
Swiss Re befindet sich auf der Liste der teuersten börsennotierten Konzerne von Forbes Global 2000 der Ausgabe 2016 auf dem 118. Rang. Auf der Liste von Fortune Global 500 belegte Swiss Re im Jahr 2015 den 313. Platz (Konkurrent Münchener Rück: 103). In der separaten Fortune-Rangliste nach Vermögenswerten lag Swiss Re auf dem 111. Rang, Münchener Rück auf dem 84. Rang.

## Geschichte
Gegründet wurde Swiss Re im Jahr 1863 durch die Helvetia Versicherungen, die Schweizerische Kreditanstalt und die Basler Handelsbank. In New York wurde 1910 die erste Auslandsniederlassung eröffnet. 2001 entstand der Londoner Büroturm 30 St Mary Axe.
Die Schweizerische Rückversicherungs-Gesellschaft AG wurde am 1. Mai 1883 im Handelsregister eingetragen.
Swiss Re war der führende Versicherer des World Trade Center während der Terroranschläge am 11. September 2001, was mit dem Besitzer, Silverstein Properties, zu einem langen Versicherungsstreit geführt hatte. Im Oktober 2006 entschied das New Yorker Berufungsgericht zugunsten von Swiss Re. Es befand, dass die Zerstörung der Twin Towers als ein Ereignis und nicht als zwei Ereignisse zu bewerten sei. Damit wurde die maximale Versicherungsdeckung auf 3,5 Milliarden US-Dollar limitiert.
Im November 2005 erwarb Swiss Re für schätzungsweise 6,8 Milliarden US-Dollar die GE Insurance Solutions und somit den Grossteil des Versicherungsgeschäfts des US-amerikanischen Mischkonzerns General Electric. Mit dem Kauf wurde Swiss Re zum weltweit grössten Rückversicherer, wurde aber im Jahr 2007 wieder vom Konkurrenten Münchener Rück überholt.
Aufgrund der weltweiten Finanzkrise erwartete Swiss Re für das Geschäftsjahr 2008 einen Nettoverlust von rund einer Milliarde Franken. Diese Verluste ergaben sich insbesondere aus der riskanten Absicherung von Kreditderivaten. Um die Kapitalbasis zu stärken, nahm Swiss Re von Berkshire Hathaway Kapital in der Höhe von drei Milliarden Franken auf. Zusätzlich zur fortlaufenden Risikoreduktion führte Swiss Re eine weitere Kapitalerhöhung um zwei Milliarden Franken über genehmigtes Kapital durch.
Tatsächlich betrug der Verlust aus dem Jahr 2008 864 Millionen Franken. Daher kündigte der Vorstandsvorsitzende Jacques Aigrain Mitte Februar 2009 seinen Rücktritt an.
Sein Nachfolger Stefan Lippe kündigte im April 2009 erhebliche Kosteneinsparungen von rund 400 Millionen Franken (umgerechnet 265 Millionen Euro) bis Ende 2010 an. Dazu müssten auch 10 Prozent der ungefähr 11.560 Stellen innerhalb von 12 Monaten abgebaut werden, was auch umgesetzt wurde.
Bis zum Jahresabschluss 2009 wurden 205 Millionen Franken netto eingespart und ein Gewinn von 506 Millionen Franken erwirtschaftet. Im Jahr 2010 waren es 863 Millionen, die jedoch durch das vorzeitige Aufkündigen der Wandelanleihe von Berkshire Hathaway im Herbst geschmälert worden waren.
Im Februar 2011 wurde die Swiss Re AG im Handelsregister eingetragen.
Im Juni 2014 erwarb die Swiss-Re-Tochter Admin Re das Pensionsgeschäft der britischen Grossbank HSBC (HSBC Life). Die entsprechenden Vermögenswerte wurden auf rund 4,2 Milliarden Pfund bewertet.
2017 war das bisher grösste Schadenjahr in der Geschichte von Swiss Re.
2019 verkaufte Swiss Re ihre britische Tochter ReAssure an die Phoenix Group Holdings.
2020 verzeichnete die Swiss Re Gruppe einen Verlust von 878 Mio. USD.
2021 wurde der bisherige VR-Präsident Walter B. Kielholz zum Ehrenpräsidenten ernannt, Nachfolger als VR-Präsident wurde Sergio Ermotti, welcher per Ende April 2023 von dieser Funktion zurückgetreten ist. Bis ein neuer VR-Präsident gefunden wurde übernimmt der Vizepräsident Jacques de Vaucleroy den Posten.

## Aktionärsstruktur
Größte Aktionäre mit Stand 31. Dezember 2024:
| Aktionär                          | Anteil in % | Anzahl Aktien | Stand        | Wert (in 1.000 €) |
| --------------------------------- | ----------- | ------------- | ------------ | ----------------- |
| UBS Asset Management AG           | 6,50 %      | 19,421,519    | Dec 31, 2024 | 2,839,426         |
| BlackRock, Inc.                   | 5,52 %      | 16,477,986    | Dec 31, 2024 | 2,409,082         |
| The Vanguard Group, Inc.          | 4,16 %      | 12,436,251    | May 31, 2025 | 1,818,180         |
| Norges Bank Investment Management | 2,20 %      | 6,566,560     | Jun 30, 2024 | 960,031           |
| Dimensional Fund Advisors LP      | 1,04 %      | 3,109,298     | Jun 30, 2025 | 454,579           |
| Geode Capital Management, LLC     | 0,72 %      | 2,143,987     | Jun 30, 2025 | 313,451           |
| Amundi Asset Management SAS       | 0,67 %      | 2,015,821     | Dec 31, 2024 | 294,713           |
| Nordea Investment Management, AB  | 0,65 %      | 1,932,051     | Jun 30, 2024 | 282,466           |
| Franklin Resources, Inc.          | 0,63 %      | 1,882,901     | Jun 30, 2025 | 275,280           |
| Vontobel Asset Management AG      | 0,59 %      | 1,764,163     | Aug 31, 2024 | 257,921           |

## Kritik
Im November 2023 berichtete das brasilianische Reporterkollektiv Reporter Brazil nach einer von der Schweizer NGO Public Eye unterstützten Recherche, dass Swiss Re zwischen 2016 und 2022 in mindestens 19 Fällen Unternehmen versichert habe, denen durch brasilianische Behörden illegale Regenwaldabholzung nachgewiesen wurde und die deshalb in einem öffentlichen Register stünden. Zudem habe Swiss Re Verträge mit brasilianischen Farmern abgeschlossen, die illegal in indigenen Schutzgebieten tätig seien und teilweise Gewalt gegenüber Indigenen anwendeten. Ein Kunde sei dabei zum Zeitpunkt des Versicherungsabschlusses Angeklagter in einem Mordfall an einem Indigenen gewesen. Der Mord habe während eines Überfalls einer Gruppe von Farmern auf eine indigene Gemeinschaft stattgefunden. Darüber hinaus habe Swiss Re eine Kaffeeplantage versichert, gegen deren Betreiber wegen Sklaven- und Kinderarbeit ermittelt wurde. Konfrontiert mit diesen Vorwürfen, die laut Reporter Brazil unter anderem den Nachhaltigkeitsrichtlinien des Versicherungsunternehmens widersprächen habe Swiss Re mitgeteilt, sich „weiterhin voll und ganz den Nachhaltigkeitsambitionen und -zielen des Unternehmens verpflichtet“ zu fühlen. Bezüglich der Versicherung von der illegalen Entwaldung schuldigen Kunden habe Swiss Re mitgeteilt, die Informationen zu prüfen und darauf hingewiesen, dass die fraglichen Verträge bereits ausgelaufen und nicht verlängert worden seien. Gründe für die Nichtverlängerung seien laut SonntagsZeitung nicht genannt worden.